# Pseudolmedia spuria
Pseudolmedia spuria är en mullbärsväxtart som först beskrevs av Olof Swartz, och fick sitt nu gällande namn av August Heinrich Rudolf Grisebach. Pseudolmedia spuria ingår i släktet Pseudolmedia och familjen mullbärsväxter. Inga underarter finns listade i Catalogue of Life.